# Sojoten

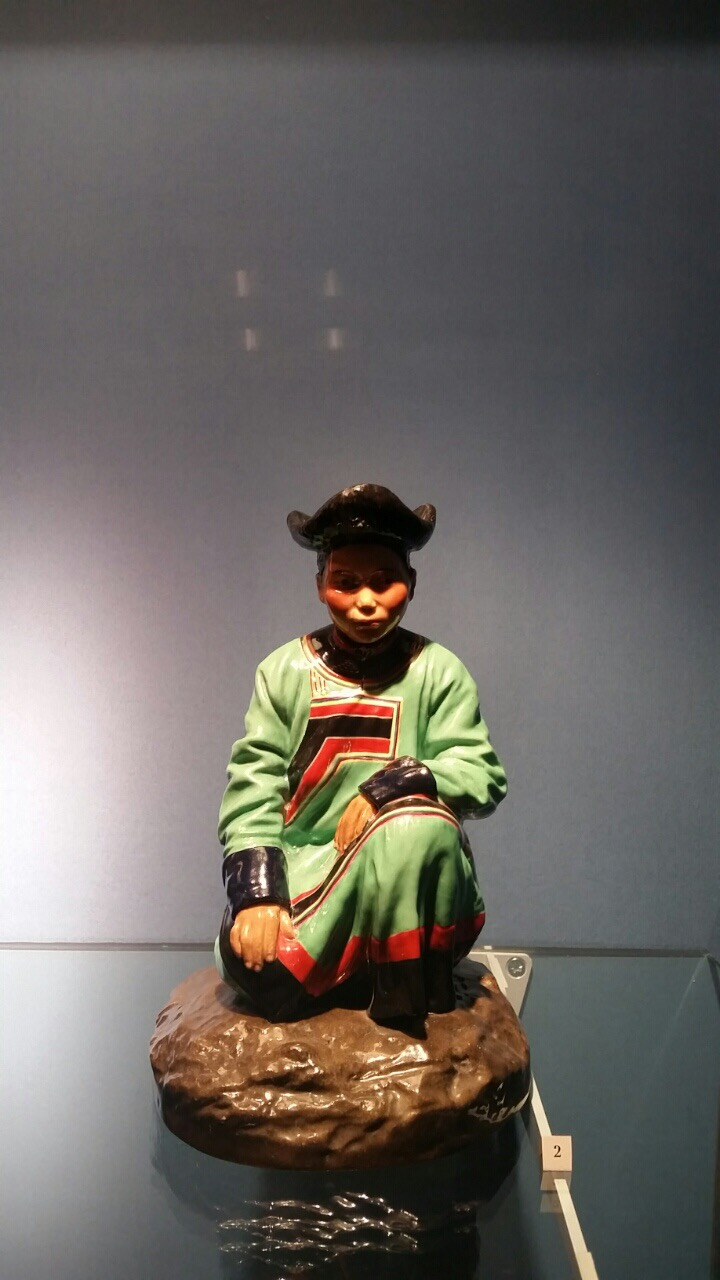
Beeldje uit een serie van de volkeren van Rusland

De Sojoten (Russisch: сойоты) zijn een etnische groep in Aziatisch Rusland. Bij de Russische volkstelling van 2002 werden 2.769 Sojoten geregistreerd, in 2010 3.608.
De Sojoten wonen in het gemeentelijk district Okinski in het westen van de autonome deelrepubliek Boerjatië op het centrale plateau van de Oostelijke Sajan.
Oorspronkelijk spraken de Sojoten een Samojeedse taal, later namen ze een Turkse taal aan. Een klein deel van de Sojoten spreekt nog dit Turkse dialect, dat verwant is aan dat van de Toevanen en met uitsterven wordt bedreigd. De meerderheid spreekt nu het Mongoolse Boerjatisch.

## Geschiedenis
De Oostelijke Sajan wordt bewoond sinds het Neolithicum. De voorvaders van de Sojoten vormden onderdeel van de Proto-Samodiërs die aan het einde van het Neolithicum, begin van de Bronstijd in het gebied woonden en daar het rendier temden en de oorsprong vormden van een van de rendierherdersculturen van Noord-Azië, hetgeen altijd de basis heeft gevormd voor de Sojotische cultuur. Rond 500 v. Chr. was de bloeitijd van deze veeteeltcultuur. In die tijd was er veel uitwisseling met Turkse volkeren uit Centraal-Azië, waarvan de taal en de manieren van dierenhouderij werden overgenomen en die een dominante invloed hadden op de Sojotische cultuur. In de 7e eeuw arriveerden de Chongodoren uit het noordwesten van Mongolië. Een groot deel hiervan werd gevormd door vluchtelingen van interne oorlogen. Uit die tijd stammen ook de eerste vermeldingen van de Sojoten. In de 18e eeuw, toen de Russische koloniale legers steeds verder Siberië binnendrongen, werd de grens tussen China en Rusland vastgesteld die deels door het stroomgebied van de rivier de Oka liepen (langs de rivieren Tissa en Sintsa). Hierlangs werden in 1727 Russische grensposten ingesteld. Vanaf die tijd volgde een instroom van Boerjaten die ervoor zorgde dat eind 19e, begin 20e eeuw de Boerjaten een overwicht kregen; zowel naar aantal als sociaal-cultureel. Zij brachten het lamaïsme, ofwel het Tibetaans boeddhisme, mee en zorgden ervoor dat de Sojoten wederom van taal veranderden.
Tot 1926 werd het district Okinski bestuurd door de Oka-hosun (een voormalige Mongoolse bestuurlijke eenheid), die drie somonclans verenigde; Gargan, Oka en Boerengol. De Gargan-somon omvatte de Sojotische gebieden. In 1936 werden bestuurlijke hervormingen doorgevoerd door de Sovjets, waarbij grote gebieden in bestuurlijke onderdelen werden onderverdeeld. Hierbij werd de ajmak Toenkinski afgescheiden van de Oka-hosun en kreeg als hoofdplaats het dorp Orlik.
Abazijnen ·
Abchaziërs ·
Achvachen ·
Adygeeërs ·
Aino ·
Aleoeten ·
Aljoetoren ·
Altaj (Oirot) ·
Andi ·
Armeniërs ·
Avaren ·
Azerbeidzjanen·
Balkaren ·
Baraba ·
Basjkieren ·
Bergjoden ·
Boerjaten ·
Chakassen ·
Chanten ·
Chinezen ·
Dargienen ·
Dolganen ·
Enetsen ·
Evenen ·
Evenken ·
Georgiërs ·
Grieken ·
Ingoesjen ·
Ingriërs ·
Itelmenen ·
Jakoeten ·
Joden ·
Joekagieren ·
Joepiken ·
Kabardijnen ·
Kalmukken ·
Kamtsjadalen ·
Karatsjajers ·
Kareliërs ·
Kazachen ·
Kereken ·
Ketten ·
Komi ·
Koreanen ·
Korjaken ·
Korjo-saram ·
Krim-Tataren ·
Lezgiërs ·
Mansen ·
Mari (Tsjeremissen) ·
Meschetische Turken ·
Mordwienen ·
Nanai ·
Negidalen ·
Nenetsen (Joeraken) ·
Nganasanen ·
Nivchen (Giljaken) ·
Nogai ·
Oedegen ·
Oedmoerten ·
Oekraïners ·
Oeltsjen ·
Oezbeken ·
Oroken ·
Orotsjen ·
Osseten ·
Polen ·
Pomoren ·
Rusland-Duitsers (inclusief Wolga-Duitsers) ·
Russen ·
Samen (Lappen) ·
Selkoepen ·
Sjoren ·
Sojoten ·
Tabassaranen ·
Perzen (Tadzjieken) ·
Taten ·
Teleoeten ·
Tofalaren ·
Tsachoeriërs (Caxur) ·
Tsjerkessen ·
Tsjetsjenen (Noxchi) ·
Tsjoektsjen ·
Tsjoelymen ·
Tsjoevanen ·
Tsjoevasjen ·
Turkmenen ·
Toevanen ·
Wepsen ·
Belarussen (Wit-Russen) ·
Wolga-Tataren ·
Woten